# ملعب ماجد أسعد
ملعب ماجد الأسد هو ملعب كرة قدم في البيرة،   تم تمويل بناء الملعب بمساعدة من الحكومتين الفرنسية والألمانية، وشاركت لاعبة كرة القدم الفرنسية الشهيرة  ليليان تورام في حفل الافتتاح، في أول ركلة نهائية لكأس  فلسطين 
بعد عشرة أعوام من تأسيسه اكتسى ملعب ماجد أسعد في البيرة بالحلة الخضراء الصناعية والأولى من نوعها في
فلسطين, إذ واصل الاتحاد الدولي دعمه لهذا الملعب وفق مشروع الهدف الرامي إلى دعم البنى التحتية الرياضية للدول النامية، في بداية الأمر تأسس الملعب بعد فوز نادي مؤسسة البيرة ببطولة كأس فلسطين عام 1997 بعدها تغلبه على شباب الخليل في النهائي المقام على استاد آريحا الدولي , مما حدى بالهيئة الإدارية للبيرة بمطالبة بلدية مدينة البيرة بتوفير ملعب بيتي لأندية البيرة , وبعد وصول دعم لإقامة ملعب وصالة مغطاة وفندق جميعها تتبع لوزارة الشباب والرياضة تم الانتهاء من المشروع وأطلق عليه اسم ماجد أسعد.